# Болеч
Болеч је насеље у градској општини Гроцка у Граду Београду. Према попису из 2022. било је 5955 становника.

## Историја
Место Болеч се налази северозападно од вароши Гроцке, на путу Београд—Гроцка, а у непосредној близини Дунава. Болеч долази у ред старијих насеља. У литератури се Болеч спомиње 1738. г. („и беше се цел ден на Болечу”). Осим тога, има трагова, који указују на старије насеље. На Орашћићима је, по предању, било Маџарско гробље на чије се трагове и сада налази. Поред друма и му близини механе (тада турске) постоји Бећарско гробље; ту је за време Турака постојала џамија, као и паланчица, која је служила Татарима за станицу.
Пре 1813. г. село је било на десној страни Болечице, испод гробља, на месту које се зове Селиште. Тада су ту биле њиве а било и по која шљива. За време пропасти (1813) становништво је напустило село и пребегло у Банат. Тада у селу није било више од 10 кућа. Кад се доцније вратили, нису отишли на старо место, јер би им Турци ту много досађивали, већ дођу у Гурбет До, где је била велика шума, и где су становали Роми (Цигани) коритари, и ту се настане.
На Болечу је 1815. године чим је плануо устанак, подигнут шанац, у коме су се састали кнез Милош и Вујица Вулићевић.
Болеч се помиње у арачким списковима (порески списак) и имао је 1818. г. 41 а 1822. г. 43 куће. По попису из 1921. године у селу је било 169 кућа са 888 становника.
Предање вели да је у селу била најстарија породица Абазовића, од које данас нема потомака. Веле да су ови Абазовићи водили порекло од неког Србина Абаза, који је био спахија. Као најстарије породице сматрају се Певалићићи и Николићи, за које причају, да је некада било све сеоско имање њихово. Старе су породице и Гагићи, чији је предак био Јанко Гагић буљубаша, кога су дахије погубиле 1804. године; Ђурићи, Ачимовићи, Јекићи, Љубинковићи, Стевановићи, Трифуновићи, Вићентијевићи, Милутиновићи и Јефтићи такође се сматрају за старе породице.
Остале породице су досељене из Босне и Херцеговине, из Косова, од Пирота и из околине Ниша, Старе Србије и из околних села. Село је подигло школу 1909. г. Црква им је била у Винчи са којом чинило једну парохију. Године 1920. основана је у селу Земљорадничка задруга. Село је у току балканског и светског рата имало 80 жртава. (подаци крајем 1921. године).
Овде се налази црква Вазнесења Господњег у Болечу.

## Демографија
У насељу Болеч живи 4606 пунолетних становника, а просечна старост становништва износи 38,1 година (37,3 код мушкараца и 38,9 код жена). У насељу има 1735 домаћинстава, а просечан број чланова по домаћинству је 3,31.
Ово насеље је у великим делом насељено Србима (према попису из 2002. године), а у последња три пописа, примећен је пораст у броју становника.
|  |

| Демографија | Демографија | Демографија |
| Година      | Становника  | Становника  |
| ----------- | ----------- | ----------- |
| 1948.       | 1.184       |             |
| 1953.       | 1.213       |             |
| 1961.       | 1.277       |             |
| 1971.       | 1.476       |             |
| 1981.       | 3.395       |             |
| 1991.       | 4.960       | 4.671       |
| 2002.       | 5.750       | 6.324       |

| Етнички састав према попису из 2002.‍ | Етнички састав према попису из 2002.‍ | Етнички састав према попису из 2002.‍ | Етнички састав према попису из 2002.‍ | Етнички састав према попису из 2002.‍ |
| ------------------------------------ | ------------------------------------ | ------------------------------------ | ------------------------------------ | ------------------------------------ |
|                                      |                                      |                                      |                                      |                                      |
| Срби                                 | Срби                                 |                                      | 5.463                                | 95,00%                               |
| Роми                                 | Роми                                 |                                      | 49                                   | 0,85%                                |
| Црногорци                            | Црногорци                            |                                      | 40                                   | 0,69%                                |
| Македонци                            | Македонци                            |                                      | 40                                   | 0,69%                                |
| Хрвати                               | Хрвати                               |                                      | 20                                   | 0,34%                                |
| Бугари                               | Бугари                               |                                      | 17                                   | 0,29%                                |
| Југословени                          | Југословени                          |                                      | 15                                   | 0,26%                                |
| Руси                                 | Руси                                 |                                      | 6                                    | 0,10%                                |
| Словенци                             | Словенци                             |                                      | 4                                    | 0,06%                                |
| Муслимани                            | Муслимани                            |                                      | 4                                    | 0,06%                                |
| Мађари                               | Мађари                               |                                      | 4                                    | 0,06%                                |
| Украјинци                            | Украјинци                            |                                      | 3                                    | 0,05%                                |
| Словаци                              | Словаци                              |                                      | 3                                    | 0,05%                                |
| Горанци                              | Горанци                              |                                      | 3                                    | 0,05%                                |
| Немци                                | Немци                                |                                      | 1                                    | 0,01%                                |
| непознато                            | непознато                            |                                      | 32                                   | 0,55%                                |

| \| \| м \| \| \| ж \| \| ? \| 7 \| \| \| 14 \| \| 80+ \| 29 \| \| \| 50 \| \| 75—79 \| 48 \| \| \| 88 \| \| 70—74 \| 90 \| \| \| 111 \| \| 65—69 \| 124 \| \| \| 104 \| \| 60—64 \| 159 \| \| \| 136 \| \| 55—59 \| 148 \| \| \| 128 \| \| 50—54 \| 298 \| \| \| 263 \| \| 45—49 \| 288 \| \| \| 297 \| \| 40—44 \| 168 \| \| \| 235 \| \| 35—39 \| 155 \| \| \| 185 \| \| 30—34 \| 188 \| \| \| 164 \| \| 25—29 \| 211 \| \| \| 233 \| \| 20—24 \| 242 \| \| \| 246 \| \| 15—19 \| 232 \| \| \| 220 \| \| 10—14 \| 180 \| \| \| 146 \| \| 5—9 \| 169 \| \| \| 129 \| \| 0—4 \| 141 \| \| \| 124 \| \| Просек : \| 37,3 \| \| \| 38,9 \| |      |  |  |      |
| |      |  |  |      |
| | м    |  |  | ж    |
| ? | 7    |  |  | 14   |
| 80+ | 29   |  |  | 50   |
| 75—79 | 48   |  |  | 88   |
| 70—74 | 90   |  |  | 111  |
| 65—69 | 124  |  |  | 104  |
| 60—64 | 159  |  |  | 136  |
| 55—59 | 148  |  |  | 128  |
| 50—54 | 298  |  |  | 263  |
| 45—49 | 288  |  |  | 297  |
| 40—44 | 168  |  |  | 235  |
| 35—39 | 155  |  |  | 185  |
| 30—34 | 188  |  |  | 164  |
| 25—29 | 211  |  |  | 233  |
| 20—24 | 242  |  |  | 246  |
| 15—19 | 232  |  |  | 220  |
| 10—14 | 180  |  |  | 146  |
| 5—9 | 169  |  |  | 129  |
| 0—4 | 141  |  |  | 124  |
| Просек : | 37,3 |  |  | 38,9 |

| Година пописа     | 1948. | 1953. | 1961. | 1971. | 1981. | 1991. | 2002. |
| ----------------- | ----- | ----- | ----- | ----- | ----- | ----- | ----- |
| Број домаћинстава | 241   | 257   | 291   | 374   | 942   | 1.407 | 1.735 |

| Број чланова      | 1   | 2   | 3   | 4   | 5   | 6  | 7  | 8  | 9 | 10 и више | Просек |
| ----------------- | --- | --- | --- | --- | --- | -- | -- | -- | - | --------- | ------ |
| Број домаћинстава | 231 | 338 | 363 | 477 | 189 | 94 | 25 | 11 | 5 | 2         | 3,31   |

| Пол    | Укупно | Неожењен/Неудата | Ожењен/Удата | Удовац/Удовица | Разведен/Разведена | Непознато |
| ------ | ------ | ---------------- | ------------ | -------------- | ------------------ | --------- |
| Мушки  | 2.387  | 752              | 1.485        | 91             | 55                 | 4         |
| Женски | 2.474  | 617              | 1.480        | 294            | 70                 | 13        |
| УКУПНО | 4.861  | 1.369            | 2.965        | 385            | 125                | 17        |

| Пол    | Укупно                    | Пољопривреда, лов и шумарство | Рибарство                            | Вађење руде и камена | Прерађивачка индустрија       |
| ------ | ------------------------- | ----------------------------- | ------------------------------------ | -------------------- | ----------------------------- |
| Мушки  | 1.139                     | 60                            | 0                                    | 1                    | 228                           |
| Женски | 920                       | 44                            | 0                                    | 0                    | 172                           |
| Укупно | 2.059                     | 104                           | 0                                    | 1                    | 400                           |
|        |                           |                               |                                      |                      |                               |
| Пол    | Производња и снабдевање   | Грађевинарство                | Трговина                             | Хотели и ресторани   | Саобраћај, складиштење и везе |
| Мушки  | 20                        | 185                           | 223                                  | 29                   | 175                           |
| Женски | 4                         | 32                            | 234                                  | 32                   | 35                            |
| Укупно | 24                        | 217                           | 457                                  | 61                   | 210                           |
|        |                           |                               |                                      |                      |                               |
| Пол    | Финансијско посредовање   | Некретнине                    | Државна управа и одбрана             | Образовање           | Здравствени и социјални рад   |
| Мушки  | 14                        | 42                            | 54                                   | 24                   | 35                            |
| Женски | 20                        | 51                            | 37                                   | 62                   | 140                           |
| Укупно | 34                        | 93                            | 91                                   | 86                   | 175                           |
|        |                           |                               |                                      |                      |                               |
| Пол    | Остале услужне активности | Приватна домаћинства          | Екстериторијалне организације и тела | Непознато            | Непознато                     |
| Мушки  | 43                        | 0                             | 0                                    | 6                    | 6                             |
| Женски | 48                        | 3                             | 1                                    | 5                    | 5                             |
| Укупно | 91                        | 3                             | 1                                    | 11                   | 11                            |